# Rlogin
rlogin – program stosowany w systemach operacyjnych GNU/Linux, Unix i podobnych, który pozwala użytkownikom na logowanie się na zdalnym serwerze poprzez sieć komputerową, przy użyciu protokołu TCP na porcie 513. Pierwotnie był dystrybuowany jako część dystrybucji 4.2BSD.  rlogin jest także nazwą protokołu warstwy aplikacyjnej będącego częścią pakietu protokołów TCP/IP. Uwierzytelnieni użytkownicy mogą pracować tak jakby byli fizycznie obecni przy serwerze. rlogin komunikuje się z demonem rlogind znajdującym się na zdalnej maszynie. rlogin jest podobny do polecenia Telnet, lecz jest mniej konfigurowalny i może być używany do łączenia się tylko z maszynami uniksowymi. rlogin jest zdefiniowany w dokumencie RFC 1258.
rlogin jest najczęściej używany w sieciach korporacyjnych lub akademickich, gdzie informacja o kontach użytkowników jest współdzielona pomiędzy wszystkimi maszynami uniksowymi w sieci (często przy użyciu NIS). Rozwiązanie to opiera się na zaufaniu w stosunku do innych komputerów w sieci (i samej infrastruktury informatycznej). rlogind pozwala na logowanie bez hasła (gdy rlogind ufa zdalnemu klientowi rlogin) jeśli adres zdalnej maszyny występuje w pliku /etc/hosts.equiv, lub logujący się użytkownik posiada plik .rhosts w swoim katalogu domowym (który jest często współdzielony za pomocą NFS).
rlogin posiada kilka poważnych problemów związanych z bezpieczeństwem:
- cała informacja, włączając w to hasła, jest przesyłana w postaci niezaszyfrowanej (powodując podatność na przechwycenie).
- pliki .rlogin (lub .rhosts) mogą stanowić źródło nadużyć (potencjalnie pozwalając komukolwiek zalogować się bez hasła) - z tego powodu wielu administratorów blokuje możliwość używania plików .rlogin.
- protokół częściowo polega na zdalnym kliencie rlogin, który podaje prawdziwe informacje (wliczając w to nazwę komputera i port używany przez zdalną maszynę). Podmieniony klient jest w stanie sfałszować te dane i uzyskać dostęp, z racji, iż protokół rlogin nie ma możliwości zweryfikowania nazw innych komputerów, ani sprawdzić czy klient rlogin na zdalnej maszynie jest tym właściwym.
- powszechna praktyka podłączania domowych katalogów użytkowników za pomocą NFS naraża rlogin na  ataki poprzez sfałszowane pliki .rhosts gdy atakujący wykorzysta luki bezpieczeństwa w protokole  NFS by je podmienić.

Z powodu poważnych problemów z bezpieczeństwem rlogin rzadko jest używany w niezaufanych sieciach komputerowych (jak np.: internet), a także nawet w zamkniętych sieciach z powodu braku tego rozwiązania w wielu dystrybucjach Linuksa i Uniksa. W wielu sieciach, w których wcześniej używano rlogin i telnet, zaczęto używać SSH i zamiennika rlogin: slogin.
Oryginalny pakiet pochodzący z Berkeley, który udostępnia rlogin, zawiera także polecenia rcp (ang. remote-copy pozwalający na kopiowanie plików przez sieć) i rsh (ang. remote-shell pozwalający na wykonywanie poleceń na zdalnej maszynie bez logowania się na nią). Oba programy współdzielą schemat kontroli dostępu przy wykorzystaniu plików hosts.equiv i .rhosts i są narażone na te same problemy bezpieczeństwa. Pakiet ssh zawiera zamienniki dla obu programów: scp zastępuje rcp, a ssh zastępuję zarówno rlogin jak i rsh.